# Ljudje iz Olšnice
Frank Bükvič je leta 1971 napisal roman z vojno tematiko Ljudje iz Olšnice.

## Zgodba
Roman v dveh novelah in treh črticah opisuje življenje v Olšnici med drugo svetovno vojno. 
Prvi del govori o Alešu, zagrizenem kristjanu, ki sovraži vse Jude, saj je Jud nekoč izdal Kristusa.  Je lastnik papirnice, njegova edina konkurenca je Hertšajnova tiskarna. Aleš ga sovraži, ker je Jud, in si hoče pridobiti njegovo podjetje. Ker spremlja politiko, ve, da bo v Olšnico kmalu prišla Hitlerjeva vojska, ki bo preganjala Jude. Zaradi tega se spoprijatelji z Nemcem in z njim sklene dogovor,  da bo tiskarna za dober denar lahko njegova, potem ko se bodo Nemci prilastili židovskega imetja. Ljudje ga zato označijo za narodnega izdajalca.
Drugi del govori o Petrerki, nogometnem navijaču. in političnem skrivaču, ki ga iščejo orožniki. Pred njimi se skriva vse do pomembne tekme njegovega kluba, kamor pride vsa Olšnica. Nogomet mu pomeni več kot življenje, zato se na tekmi pokaže in razkrije.
Tretji del govori o Langošu, ki je bil nekoč ugledni brivec a je zaradi pijače vse izgubil. Začel je krasti, zato so ga poslali v koncentracijsko taborišče.
V četrtem delu nastopata Franc in sin Matija. Goričanci so plenili judovske trgovine in Matija je iz neke trgovine vzel radijski sprejemnik.  V tem ni videl nič slabega, saj so stvari jemali vsi prebivalci. Oče ga je pretepel in poslal k spovedi, sprejemnik pa je moral vrniti. Če ga hoče imeti, naj ga kupi.
Peti del govori o veselju župana Lindvurna, ker so Nemci odstopili Olšnico Madžarom. 
V zadnjem delu je glavna oseba Valentin Gladštajn, Žid, poročen s Slovenko. Da mu ne bi uničili imetja, se začne pretvarjati, da je nacist. Gleda samo nase in na družino, za ostale mu je vseeno. Zaradi stalnega spreminjanja stališč ga zaprejo kot političnega jetnika. Nazadnje ga odpeljejo v koncentracijsko taborišče med ostale Jude, zastrupijo s plinom in zažgejo. Gladštajn umre  s sinovoma v naročju, pred smrtjo pa si poje pesem Upanje.

## Kritika
O romanu Ljudje iz Olšnice ni bila napisana nobena kritika. 
»Svojska je zbirka prekmurskih novel Ljudje iz Olšnice, s katerimi Frank Bukvič začenja nov motiv v slovenski književnosti: usodo prekmurskih Židov med drugo svetovno vojno. Pomembna je tudi po pristno epični obdelavi, kot je redka med nami. Z njo je pretrgal 25-letni molk po izdanju svoje prve knjige, romana Brezdomci (500 strani), tiskane 1. 1948 v Gradcu.« (Tine Debeljak)